# Kiczora (Pogórze Dynowskie)
Kiczora – najwyższy (516 m n.p.m.) szczyt pasma Czarnego Działu położonego na Pogórzu Dynowskim pomiędzy Węglówką na południu i Bonarówką na północy.